# Jalangi
La rivière Jalangi est un cours d'eau indien qui constitue une des branches du Gange dans les districts de Murshidabad et de Nadia dans l’État du Bengale-Occidental.

## Source de la traduction
- (en) Cet article est partiellement ou en totalité issu de l’article de Wikipédia en anglais intitulé « Jalangi River » (voir la liste des auteurs).